# Sasha Pieterse

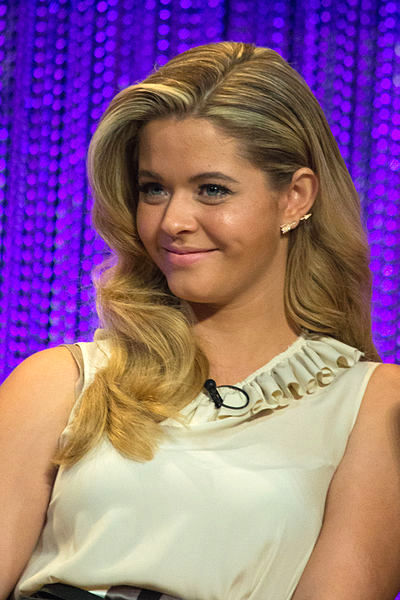
Sasha Pieterse (2014)

Sasha Pieterse (* 17. Februar 1996 in Johannesburg) ist eine in Südafrika geborene US-amerikanische Schauspielerin und  Sängerin.

## Leben und Karriere
Sasha Pieterse wurde im Februar 1996 in der südafrikanischen Großstadt Johannesburg als Tochter von professionellen Tänzern geboren. Ihre Eltern lebten nach ihrer Geburt in Las Vegas, bevor sie nach Los Angeles zogen. Schon in ihrer Kindheit war sie von der Bühne begeistert und trat in verschiedenen Werbespots für Nesquik und Firestone Tires auf. Ihre ersten Auftritte hatte sie 2002 als Buffy Davis in der Serie Family Affair, die aber nach nur einer Staffel eingestellt wurde. Es folgten 2005 eine Hauptrolle in der Komödie Die Abenteuer von Sharkboy und Lavagirl in 3-D von Robert Rodriguez als Marissa Electricidad, sowie zwei Gastauftritte in der kurzlebigen TNT-Serie Wanted, wo sie abermals mit dem Schauspieler Gary Cole zusammenarbeitete. Daneben war sie 2005 in einer Folge der zweiten Staffel von Dr. House als krebskranke Patientin.
2007 folgten schließlich Auftritte in den beiden Filmen The Air I Breathe – Die Macht des Schicksals, wo sie eine jüngere Darstellung von Sorrow (Sarah Michelle Gellar) spielte, und Der Glücksbringer. Im Fernsehen war Sasha im Jahr 2009 wieder in einer größeren Rolle als Amanda Strazzulla in der NBC-Serie Heroes sowie in der Webserie Heroes: Slow Burn. Im Jahr 2010 erhielt Sasha eine Hauptrolle als Alison DiLaurentis in der Fernsehserie Pretty Little Liars, die auf der gleichnamigen Bücherserie von Sara Shepard basiert. 2011 war sie als 14-jährige Marie Dubois im Serienfinale der CBS-Serie Medium – Nichts bleibt verborgen zu sehen.
Im November 2020 wurden sie und ihr Ehemann Eltern eines Sohnes.

## Filmografie (Auswahl)
- 2002: Family Affair (Fernsehserie, 8 Folgen)
- 2004: Stargate – Kommando SG-1 (Stargate SG-1, Fernsehserie, Folge 7x13)
- 2005: Die Abenteuer von Sharkboy und Lavagirl in 3-D (The Adventures of Sharkboy and Lavagirl 3-D)
- 2005: Wanted (Fernsehserie, 2 Folgen)
- 2005: Dr. House (House, Fernsehserie, Folge 2x02)
- 2007: The Air I Breathe – Die Macht des Schicksals (The Air I Breathe)
- 2007: Der Glücksbringer (Good Luck Chuck)
- 2007: Claire (Fernsehfilm)
- 2007: CSI: Miami (Fernsehserie, Folge 6x09)
- 2009: Without a Trace – Spurlos verschwunden (Without a Trace, Fernsehserie, Folge 7x11)
- 2009: Heroes: Slow Burn (Webserie, 6 Folgen)
- 2009–2010: Heroes (Fernsehserie, 5 Folgen)
- 2010–2017: Pretty Little Liars (Fernsehserie, 112 Folgen)
- 2011: Medium – Nichts bleibt verborgen (Medium, Fernsehserie, Folge 7x13)
- 2011: X-Men: Erste Entscheidung (X-Men: First Class)
- 2011: Movie Star – Küssen bis zum Happy End (Geek Charming)
- 2013: G.B.F.
- 2014: Hawaii Five-0 (Fernsehserie, Folge 4x20)
- 2014: Inherent Vice – Natürliche Mängel (Inherent Vice)
- 2016: Burning Bodhi
- 2017: Die Münzraub-AG (Coin Heist)
- 2018: The Honor List
- 2019: Pretty Little Liars: The Perfectionists (Fernsehserie, 10 Folgen)
- 2019: Epic Night (Fernsehserie, 2 Folgen)
- 2022: Ivy & Bean: Zum Tanzen verurteilt (Ivy + Bean: Doomed to Dance)
- 2022: Ivy & Bean vertreiben das Schulgespenst (Ivy + Bean: The Ghost That Had to Go)
- 2024: The Image of You
- 2024: A Carpenter Christmas Romance (Fernsehfilm)

## Auszeichnungen
- 2003: Auszeichnung mit dem Young Artist Award in der Kategorie Beste Darstellung in einer Fernsehserie – Schauspieler bis 10 Jahre oder jünger für Family Affair[3]
- 2003: Nominierung für den Young Artist Award in der Kategorie Beste Besetzung in einer Fernsehserie für Family Affair[3]